# Massacre de Bogoro
O Massacre de Bogoro, ocorrido em 24 de fevereiro de 2003, foi um ataque à aldeia de Bogoro, na República Democrática do Congo, pela Frente Nacionalista e Integracionista (FNI) e pela Frente de Resistência Patriótica de Ituri (FRPI).  Os agressores fizeram uma "matança indiscriminada", matando pelo menos 200 civis, encarcerando sobreviventes em uma sala repleta de cadáveres e escravizando sexualmente mulheres e meninas. Dois líderes rebeldes, Germain Katanga e Mathieu Ngudjolo Chui, foram acusados pelo Tribunal Penal Internacional por crimes de guerra e crimes contra a humanidade por seu suposto papel no planejamento do ataque. .